# Muhammad Jusuf al-Makarjaf

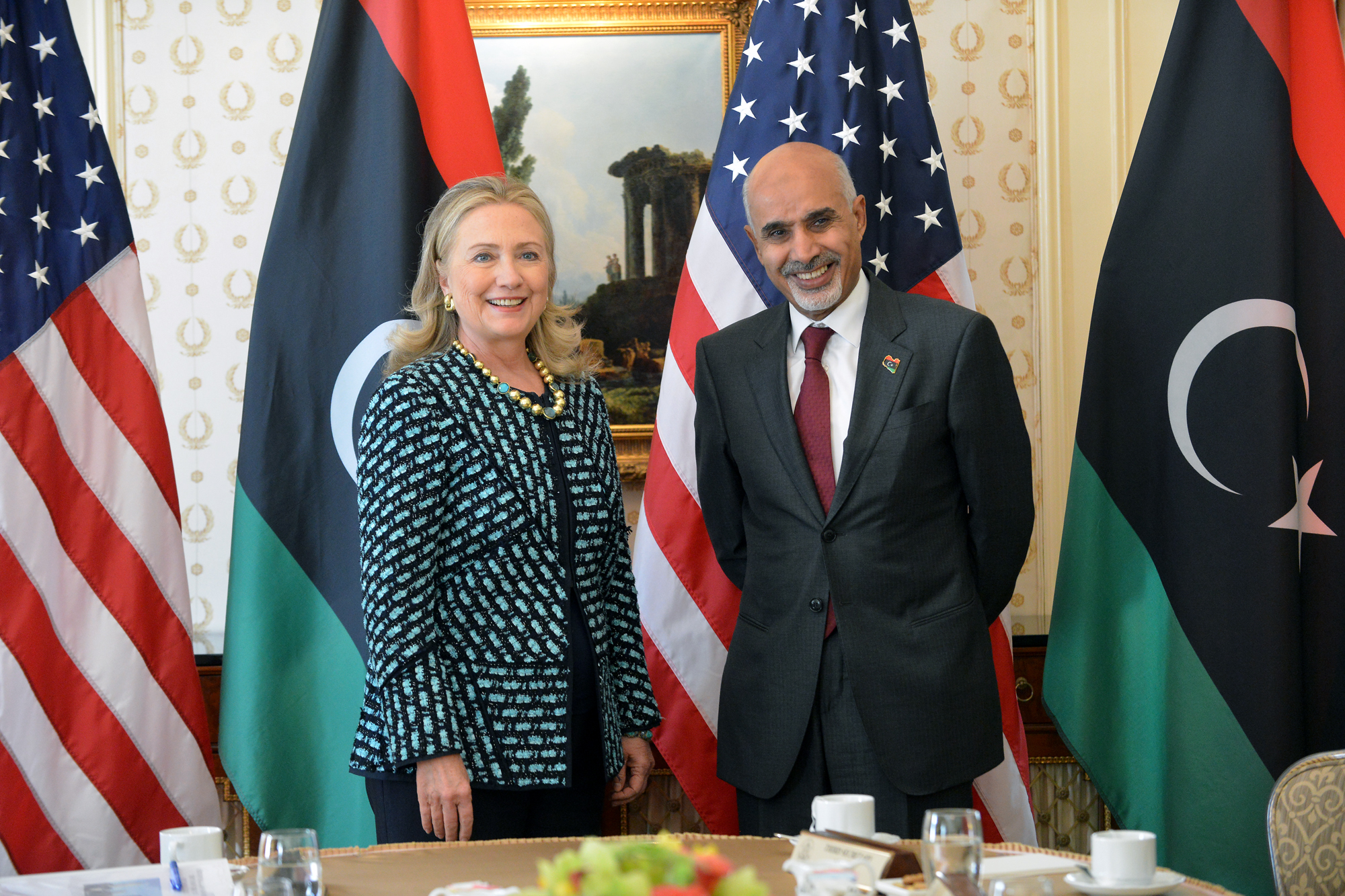
Muhammad Jusuf al-Makarjaf i Hillary Clinton. (2012)

Muhammad Jusuf al-Makarjaf (arab محمد يوسف المقريف; ur. 1940 w Bengazi) – libijski polityk, były ambasador Libii w Indiach, w latach 1981–2012 lider Narodowego Frontu Ocalenia Libii na emigracji skupiającego przeciwników rządów Mu’ammara al-Kaddafiego. Od maja do sierpnia 2012 lider Frontu Narodowego, a od 9 sierpnia 2012 do 28 maja 2013 Przewodniczący Powszechnego Kongresu Narodowego i de facto głowa państwa.
Od 9 sierpnia 2012 do 28 maja 2013 roku Przewodniczący Powszechnego Kongresu Narodowego, de facto głowa państwa. W trakcie głosowania w 200-osobowym Zgromadzeniu Narodowym 9 sierpnia otrzymał 113 głosów, z kolei jego rywal, liberał Ali Zajdan, 85 głosów. Tym samym przejął rządy od tymczasowego przewodniczącego parlamentu, Muhammada Alego Salima.
W kwietniu 2013 nierozbrojone milicje rozpoczęły oblężenie budynków rządowych, domagając się uchwalenia ustawy przez Powszechny Kongres Narodowy ustawy, która wykluczałaby z życia politycznego przedstawicieli obalonego reżimu. Parlament w przyśpieszonym trybie uchwalił ustawę 5 maja 2013. Uchwała zakazała wszystkim wyższym funkcjonariuszom obalonego reżimu al-Kaddafiego zajmowania stanowisk w nowej administracji państwowej. W myśl ustawy Muhammad Jusuf al-Makarjaf musiał się zrzec swojej funkcji, gdyż za rządów al-Kaddafiego był ambasadorem w Indiach. Tym samym al-Makarjaf ustąpił ze stanowiska 28 maja 2013. Pełniącym obowiązki przewodniczącego Powszechnego Kongresu Narodowego został Dżuma Ahmad Atika.